# Håkan Svensson
Håkan Svensson (Halmstad, 20 januari 1970) is een Zweeds voormalig voetballer die speelde als doelman.

## Carrière
Svensson maakte zijn debuut voor Halmstads BK en speelde er twaalf seizoenen. Hij werd met de club landskampioen in 1997 en 2000 en won de beker in 1995. Van 2003 tot 2004 speelde hij voor AIK Solna. Nadien speelde hij nog voor Paralimni, IF Elfsborg, BK Häcken, Malmö FF en Falkenbergs FF.
Hij speelde drie interlands voor Zweden en nam in 1992 deel aan de Olympische Spelen.
Na zijn spelerscarrière werd hij keeperstrainer en assistent-trainer bij Falkenbergs FF tot 2012. Nadien werd hij tot 2014 keeperstrainer bij Halmstads BK, vanaf 2017 is hij keeperstrainer bij GIF Nike en assistent-trainer bij Landskrona BoIS.

## Erelijst
- Halmstads BK
  - Allsvenskan: 1997, 2000
  - Zweedse voetbalbeker: 1995

1 Ekholm ·
2 Johansson ·
3 Björklund ·
4 Apelstav ·
5 Alexandersson ·
6 Mild ·
7 P. Andersson  ·
8 Landberg ·
9 Furth ·
10 Rödlund ·
11 Brolin ·
12 Svensson ·
13 Jansson ·
14 Moberg ·
15 Lilius ·
16 Nilsson ·
17 A. Andersson ·
18 Simpson ·
19 Gudmundsson ·
20 Axeldal ·
Coach: N. Andersson